# Refuge du Clot - Xavier-Blanc
Le refuge du Clot Xavier Blanc est un refuge de montagne au bout de la vallée du Valgaudemar, à 1 399 m d'altitude, sur l'emplacement de l'ancien hameau du Playne.

## Ascensions
- Pas des Aupillous
- Pic des Aupillous
- Randonnée : Tour des refuges de la vallée du Valgaudemar.

## Accès
L'accès se fait par la route menant au chalet du Gioberney.